# Misael

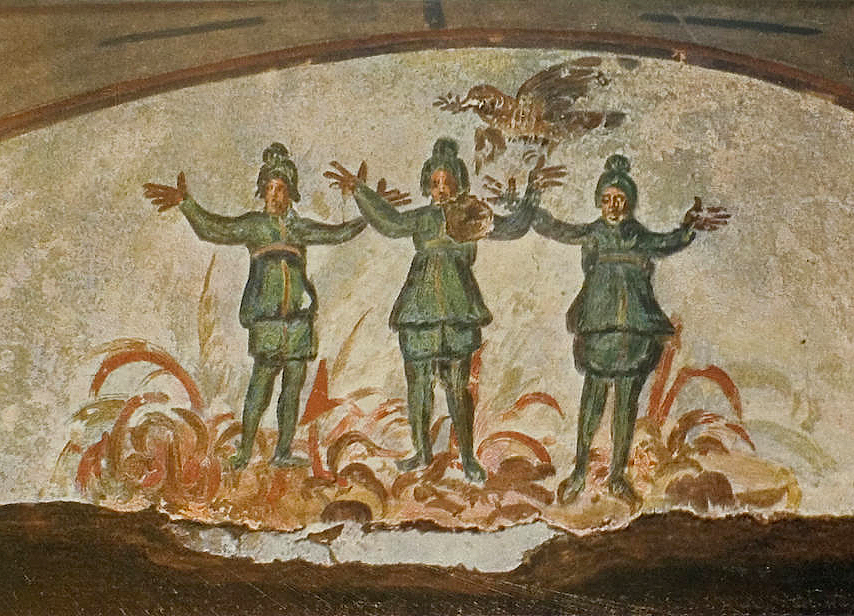

Misael es un nombre de origen hebreo y significa "¿Quién como Dios?" Y "Protegido por Dios"
También se le vincula al arcángel Miguel, el destructor de Satanás, y se le agregan los significados de Miguel; también significaría El enviado por Dios, El ayudado por Dios, Semejante a Dios y La mano derecha de Dios.
Este nombre se encuentra también en el libro de Levítico 10:4, en el tiempo de Moisés, y por los hechos ocurridos pertenecía a la tribu de Levi.
El día de Misael se estipuló ser el 1 de agosto del 2007, y hasta la fecha se considera es ser su día.
- Datos: Q11343582